# Propionylchloride
Propionylchloride of propionzuurchloride is het acylchloride van propionzuur. Het is een kleurloze tot gele, heldere vloeistof met een prikkelende geur. Het is een licht ontvlambare en corrosieve stof. De vloeistof reageert hevig met water, waardoor waterstofchloride vrijkomt.

## Synthese
Propionylchloride kan bereid worden door propionzuur te laten reageren met thionylchloride of oxalylchloride.

## Toepassingen
Propionylchloride wordt gebruikt als bouwsteen in de organische synthese. Het kan gebruikt worden bij acyleringen, zoals de Friedel-Craftsacylering van aromatische verbindingen.
Het kan ook gebruikt worden om esters van propionzuur te bereiden. Dit kan door de reactie van propionylchloride met een alcohol. Amiden propionzuur worden bereid door reactie van propionylchloride met een amine. Een voorbeeld hiervan is propanil, dat bereid wordt uit 3,4-dichlooraniline.